# Ernani Pereira
Ernani Pereira (ur. 22 stycznia 1978 w Belo Horizonte) – piłkarz azerski pochodzenia brazylijskiego grający na pozycji lewego lub środkowego obrońcy.

## Kariera klubowa
Pereira jest wychowankiem klubu Vila Nova Goiânia, w barwach którego zadebiutował w 1998 w Campeonato Brasileiro w Série B. Grał tam przez 2 lata bez żadnych sukcesów i w 2000 roku przeszedł do pierwszoligowego Cruzeiro EC. W kadrze pierwszego zespołu przebywał przez rok, jednak nie prezentował na tyle wysokiej formy by móc zadebiutować w Série A i grał jedynie w rezerwach tego klubu. Na początku 2001 roku Pereira trafił do Guarani FC i w tymże zespole udało mu się zadebiutować w najwyższej klasie rozgrywkowej Brazylii. Rozegrał tutaj 5 ligowych meczów i zajął z zespołem 19. miejsce w lidze. W 2002 roku został zesłany do rezerw i spędził tam półtora roku.
Latem 2003 Pereira wyjechał do Europy i został piłkarzem tureckiego Konyasporu. Jako rezerwowy wystąpił w 9 ligowych meczach Süper Lig i zajął z zespołem z miasta Konya 11. miejsce. W kolejnym sezonie wystąpił już w 12 meczach i zdobył swojego jedynego gola na tureckich boiskach (w wygranym 2:0 meczu z Sakaryasporem).
Latem 2005 Ernani wyjechał do Azerbejdżanu i podpisał kontrakt z 3. drużyną sezonu 2004/2005 Karvanem Yevlax. Stał się podstawowym zawodnikiem zespołu i filarem obrony. Rozegrał 26 meczów, zdobył gola (w wygranym 7:1 meczu z FK Gandża) i przyczynił się do wywalczenia przez Karwan wicemistrzostwa Azerbejdżanu. W sezonie 2006/2007 wystąpił ze swoim klubem w Pucharze UEFA, który w pierwszej rundzie eliminacyjnej pokonał dwukrotnie 1:0 słowackiego Spartaka Trnava, w drugiej odpadł po dwumeczu z czeską Slavią Praga. Latem 2007 został wypożyczony do tureckiego trzecioligowca, Ordusporu. Na początku 2008 roku wrócił do Karvanu. W 2010 roku przeszedł do tureckiego drugoligowca, Mersin İdman Yurdu. W 2011 roku zakończył karierę.
| Sezon   | Klub               | Kraj        | Rozgrywki                     | Mecze | Bramki |
| ------- | ------------------ | ----------- | ----------------------------- | ----- | ------ |
| 1998    | Vila Nova Goiânia  | Brazylia    | Campeonato Brasileiro Série B | ?     | ?      |
| 1999    | Vila Nova Goiânia  | Brazylia    | Campeonato Brasileiro Série B | ?     | ?      |
| 2000    | Cruzeiro EC        | Brazylia    | Campeonato Brasileiro Série A | 0     | 0      |
| 2001    | Guarani FC         | Brazylia    | Campeonato Brasileiro Série A | 5     | 0      |
| 2002    | Guarani FC         | Brazylia    | Campeonato Brasileiro Série A | 0     | 0      |
| 2003    | Guarani FC         | Brazylia    | Campeonato Brasileiro Série A | 0     | 0      |
| 2003/04 | Konyaspor          | Turcja      | Süper Lig                     | 9     | 0      |
| 2004/05 | Konyaspor          | Turcja      | Süper Lig                     | 12    | 1      |
| 2005/06 | Karvan Yevlax      | Azerbejdżan | Premyer Liqa                  | 26    | 1      |
| 2006/07 | Karvan Yevlax      | Azerbejdżan | Premyer Liqa                  | 16    | 0      |
| 2007/08 | Orduspor           | Turcja      | 3. liga                       | ?     | ?      |
| 2007/08 | Karvan Yevlax      | Azerbejdżan | Premyer Liqa                  | 13    | 0      |
| 2008/09 | Karvan Yevlax      | Azerbejdżan | Premyer Liqa                  | 24    | 0      |
| 2009/10 | Karvan Yevlax      | Azerbejdżan | Premyer Liqa                  | 22    | 1      |
| 2010/11 | Mersin İdman Yurdu | Turcja      | 1. Lig                        | 17    | 0      |

## Kariera reprezentacyjna
Po rocznym pobycie w Azerbejdżanie Pereira otrzymał tamtejsze obywatelstwo i już we wrześniu został powołany przez selekcjonera Szachina Dinijewa do reprezentacji. Zadebiutował w niej 7 października 2006 w przegranym 0:3 wyjazdowym meczu z Portugalią, rozegranym w ramach kwalifikacji do Euro 2008. Wystąpił także w przegranym 0:5 w marcu 2007 meczu z Polską.